# Bouwbergstraat 78

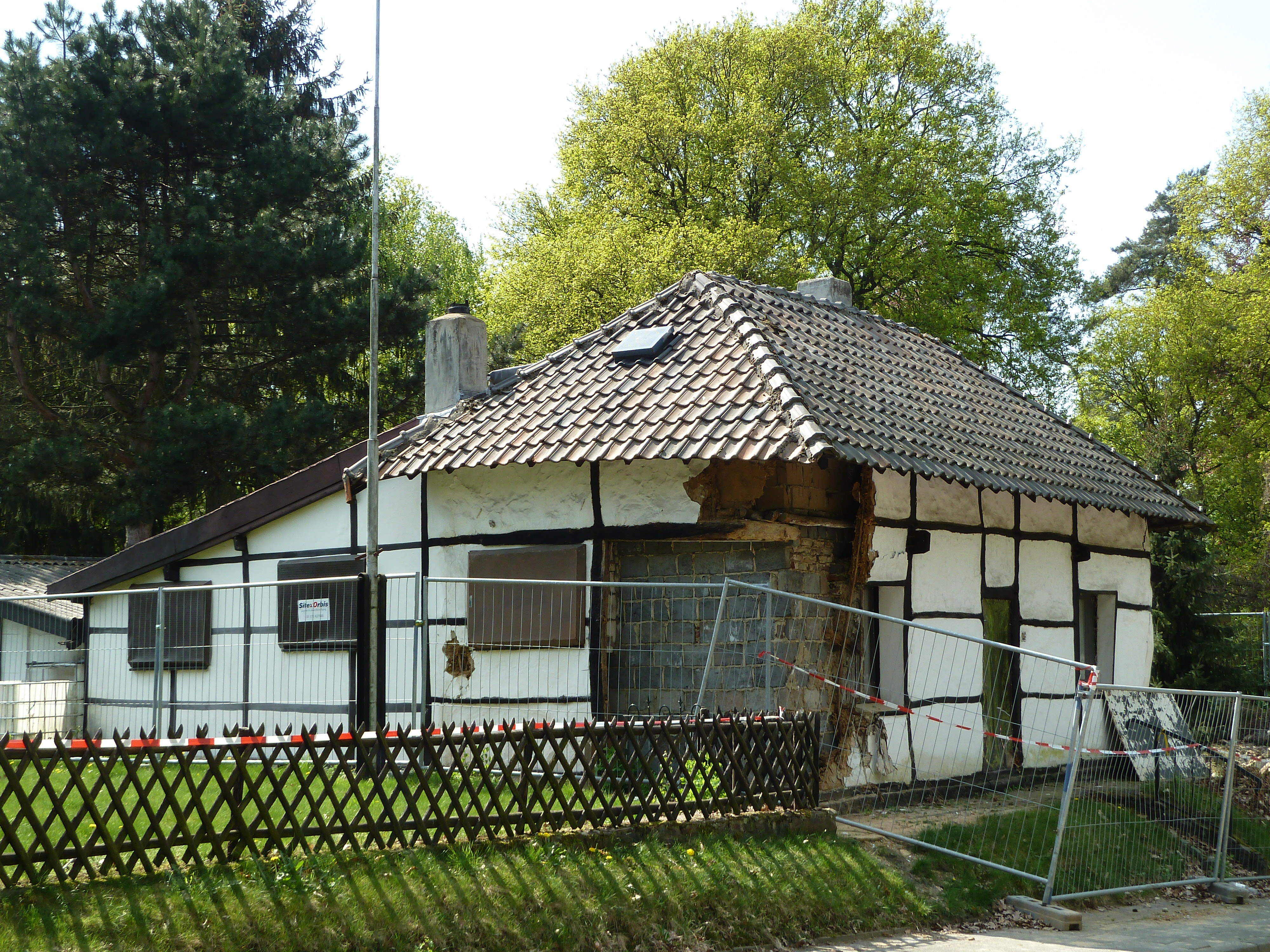
Vakwerkhuisje

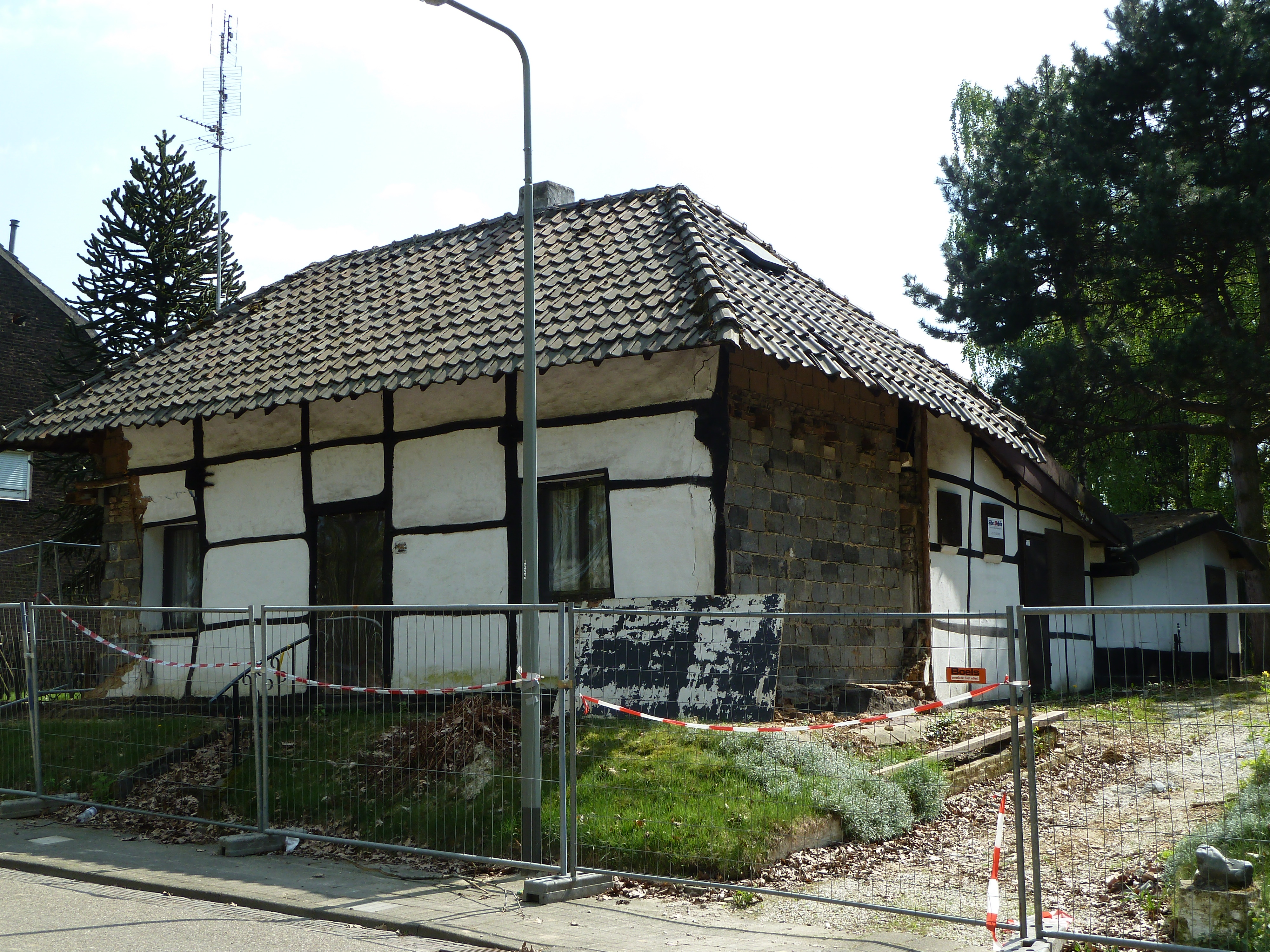
Idem

Aan Bouwbergstraat 78 in Brunssum bevindt zich een vakwerkhuisje.
Het vakwerkhuis langs de Bouwberg, ook wel het huisje van Duppessjurger genoemd, dateert van omstreeks 1870.

## Geschiedenis
In de 2e helft van de 19e eeuw probeerden een aantal Duitsers onder de strenge dienstplicht uit te komen, mede gezien de op handen zijnde Frans-Duitse Oorlog. Hierdoor ontvluchtte een aantal Duitsers het Pruisische Rijk. Een van deze personen, Mathias Smalschläger, vluchtte naar Brunssum.
Hier trok hij een huisje op uit hout, stro en leem. Het hout betrok hij van de graaf van Amstenrade, voor wie hij had gewerkt. Hier ging hij in 1871 wonen met zijn gezin, en hij handelde in lompen en oude metalen. Ook vervaardigde hij borstels en bezems van paarden- en varkenshaar, welke hij verkocht in de wijde omgeving. Verder werden en brood en vlaaien gebakken, die eveneens werden verkocht.
Het is een zeldzaam voorbeeld van dergelijke huisjes en het is bewaard gebleven ondanks bedreigingen door de aanleg van randwegen en dergelijke.
Het huisje is geklasseerd als Rijksmonument.